# Піткерн
Острови Піткерн — єдина заморська територія Великої Британії в Тихому океані, до її складу входять п'ять островів, проте заселений лише острів Піткерн. Розташований у південній частині Тихого океану, межує на заході з Французької Полінезією. Острови Піткерн відкриті 2 липня 1767 року Філіпом Картеретом.
Острови відомі в основному через те, що їхніми першими поселенцями були заколотники з британського корабля «Баунті», а також таїтянки, яких вони викрали і привезли з собою на острів. На честь корабля на острові названо затоку.
Піткерн — найменший острів планети зі статусом держави. Його площа становить 4,5 км², населення - 67 осіб (9 сімей) станом на 2011 рік. Постійно на острові живуть 46—48 людей. 

## Державний устрій
Острови мають статус заморської території Великої Британії, керованої британським верховним комісаром у Новій Зеландії; існує місцевий орган самоврядування — однопалатна Рада острова, що складається з 10 членів (5 із них обираються загальним голосуванням, 5 — призначаються, все строком на один рік). Столиця — Адамстаун — єдине селище.

## Географія

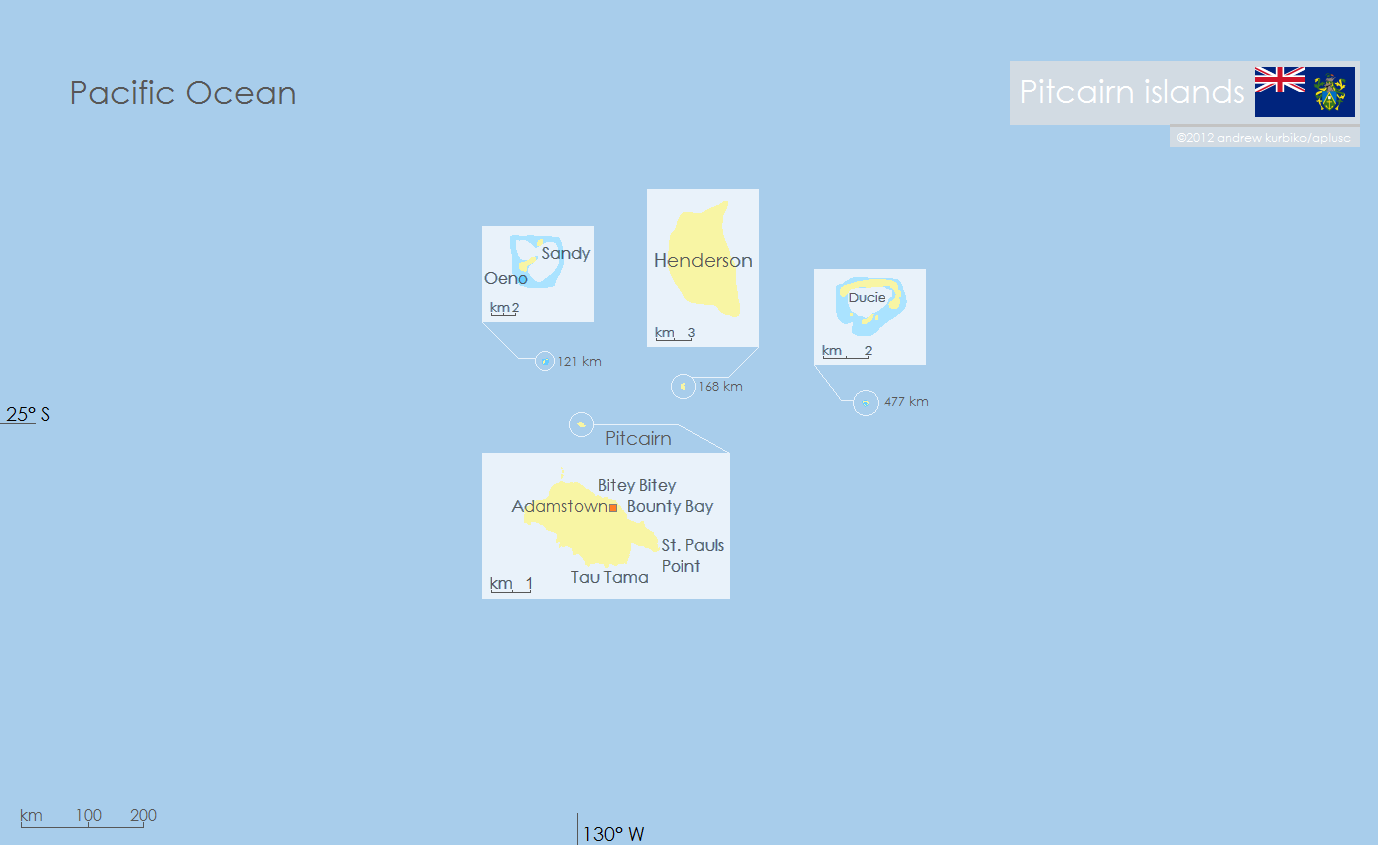
Карта островів

Піткерн складається з п'яти островів вулканічного та коралового походження: Гендерсон, Дюсі, Сенді, Оено і Піткерн. Загальна площа островів 47 км², з них найбільший — Гендерсон (37,3 км²). Острів Піткерн — єдиний населений острів, вулканічний за походженням (вулкани, які мають до 335 м у висоту, давно згасли), з високими кручами та сильно порізаною береговою лінією. Розміри — 3 × 1,5 км, площа 4,6 км². Решта островів нежилі через відсутність прісної води, хоча на острові Гендерсон виявлені сліди діяльності полінезійців.

## Клімат
Клімат островів — субтропічний морський. Середньомісячні температури становлять в середньому від +18 °C у серпні (зима) до +24 °C в лютому (літо). Липень і серпень — найбільш сухі місяці, це найкращий час для відвідин островів.
| № | Острів або риф                | Тип                | Площа суходолу, км² | Загальна площа, км² | Населення, осіб (2011) |
| - | ----------------------------- | ------------------ | ------------------- | ------------------- | ---------------------- |
| 1 | Дюсі                          | Атол               | 0,7                 | 3,9                 | —                      |
| 2 | Гендерсон                     | Кораловий острів   | 37,3                | 37,3                | —                      |
| 3 | Оено (включаючи острів Сенді) | Атол               | 0,65                | 16,65               | —                      |
| 4 | Піткерн                       | Вулканічний острів | 4,5                 | 4,6                 | 67                     |
|   | Всього                        |                    | 43,25               | 62,45               | 67                     |

Примітка: При визначенні загальної площі островів Піткерн (47 км²) враховують загальну площу атола Дюсі (3,9 км²) через його обриси (атол Дюсі має круглу форму, лагуна знаходиться всередині атола).

## Населення

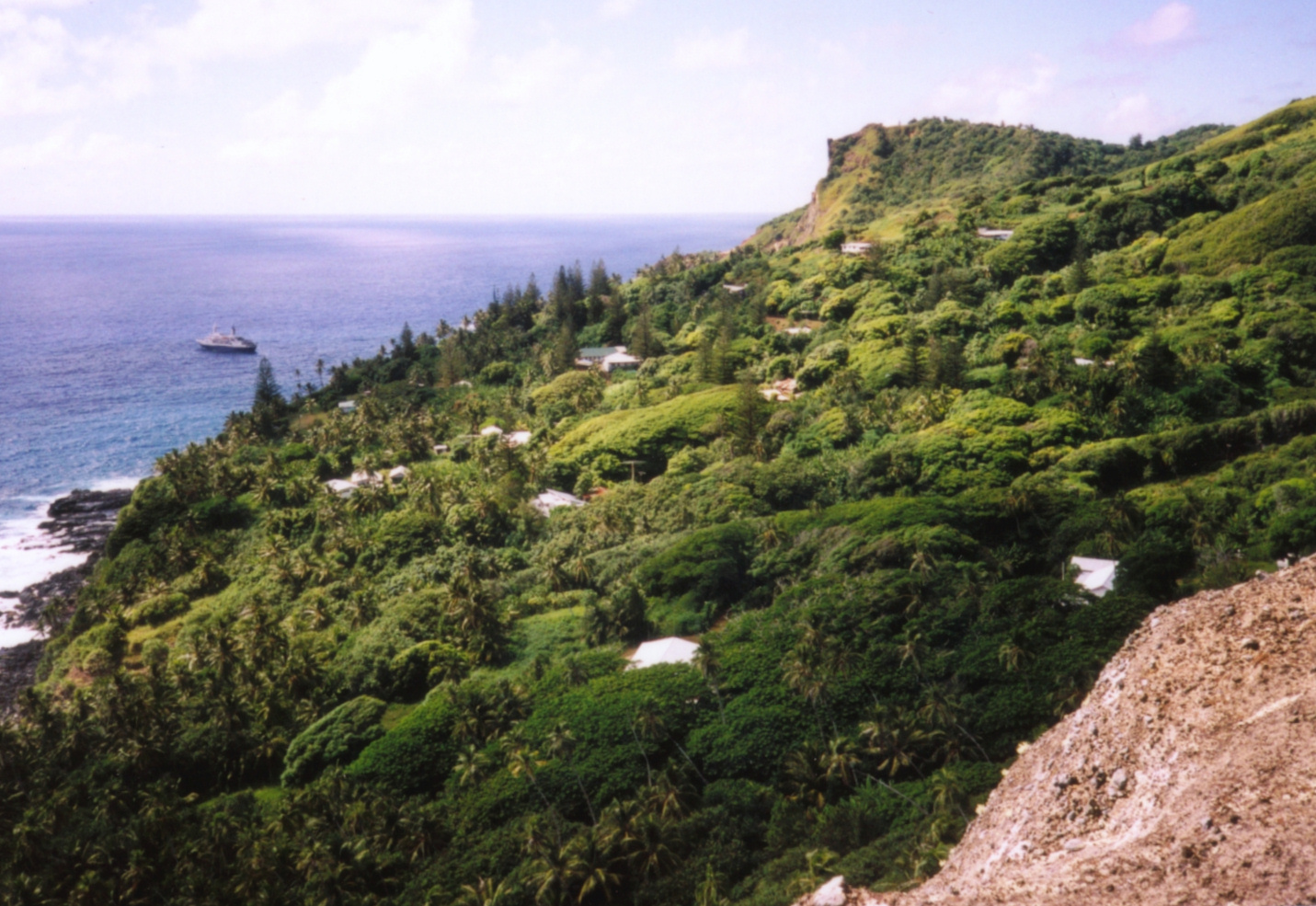
Адамстаун — столиця Островів Піткерн

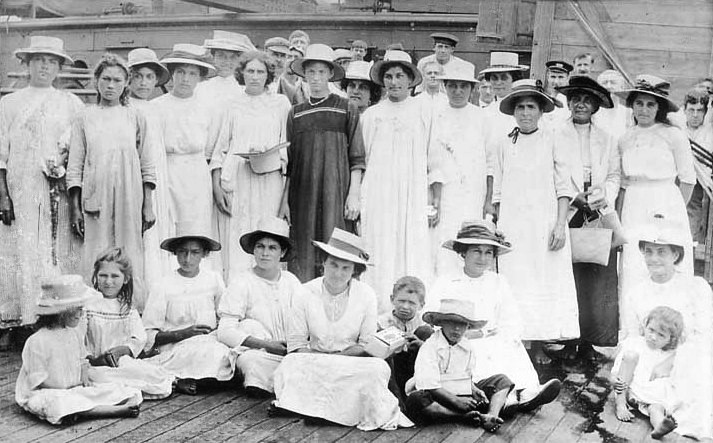
Мешканці острова, 1916

Чисельність — 69 осіб (2013) — переважно англо-полінезійські метиси, нащадки заколотників із судна «Баунті». Через обмеженість придатних для ведення сільського господарства площ і можливостей розвитку туризму (відсутність аеропорту і розвинених морських маршрутів), молодь емігрує до Нової Зеландії, тому чисельність населення острова майже не змінюється (у 2001 р. — 47 осіб). Жителі сповідують релігію адвентистів сьомого дня.
Офіційна мова — англійська, але населення говорить піткернською мовою, яка є сумішшю таїтянської та англійської мов XVIII століття, вона повна місцевих ідіом, які роблять її майже незрозумілою для сторонніх.
| Рік  | Населення | Рік  | Населення | Рік  | Населення | Рік  | Населення | Рік  | Населення | Рік  | Населення |
| ---- | --------- | ---- | --------- | ---- | --------- | ---- | --------- | ---- | --------- | ---- | --------- |
| 1790 | 27        | 1880 | 112       | 1970 | 96        | 1992 | 54        | 2002 | 48        | 2012 | 48        |
| 1800 | 34        | 1890 | 136       | 1975 | 74        | 1993 | 57        | 2003 | 59        | 2013 | 56        |
| 1810 | 50        | 1900 | 136       | 1980 | 61        | 1994 | 54        | 2004 | 65        | 2014 | 56        |
| 1820 | 66        | 1910 | 140       | 1985 | 58        | 1995 | 55        | 2005 | 63        |      |           |
| 1830 | 70        | 1920 | 163       | 1986 | 68        | 1996 | 43        | 2006 | 65        |      |           |
| 1840 | 119       | 1930 | 190       | 1987 | 59        | 1997 | 40        | 2007 | 64        |      |           |
| 1850 | 146       | 1936 | 250       | 1988 | 55        | 1998 | 66        | 2008 | 66        |      |           |
| 1856 | 193       | 1940 | 163       | 1989 | 55        | 1999 | 46        | 2009 | 67        |      |           |
| 1859 | 16        | 1950 | 161       | 1990 | 59        | 2000 | 51        | 2010 | 64        |      |           |
| 1870 | 70        | 1960 | 126       | 1991 | 66        | 2001 | 44        | 2011 | 67        |      |           |

## Історія
Вважається, що острови Дюсі й Гендерсон були вперше відкриті європейцем 26 січня 1606 року. Це був португальський мореплавець Педро Фернандес де Кірос. Він назвав ці острови La Encarnación (втілення) і San Juan Bautista (Святого Іоанна Хрестителя), відповідно. Проте деякі дослідники висловлюють сумніви з приводу того, які саме острова відвідав і назвав цими назвами Кірос, припускаючи, що насправді ім'ям La Encarnación він назвав острів Гендерсон, а San Juan Bautista — Піткерн.
Острів був удруге відкритий у 1767 році Філіпом Картеретом, командиром британського шлюпа «Суоллоу» («Ластівка»), і названий островом Піткерн за іменем сина морського офіцера, який перший помітив землю. Унаслідок сильного прибою Картерет не зробив спроби висадитися, але він зауважив струмок, що стікав із кручі, і багату рослинність на височинах.

Вперше острів був заселений у 1790 році бунтівною командою корабля «Баунті» і таїтянками, яких моряки відвезли на цей острів. Через кілька років на острові відбулися трагічні події, пов'язані з повстанням таїтян-чоловіків, які були слугами білих моряків. У 1808 році острів відвідав корабель під командуванням капітана Фолджера, згідно зі звітом якого
…Приблизно через шість років після того, як вони висадилися тут, їх слуги напали на них і вбили всіх англійців, крім оповідача (Алека Сміта — прим.), і він був важко поранений. У ту ж ніч Таїтянські вдови повстали і вбили всіх своїх земляків….
За іншими даними, після цих подій серед живих залишилися моряки Джон Адамс, Вільям Маккой, Едвард Янг та Меттью Квінтана. Маккой і Квінтана навчилися гнати самогон і влаштовували п'яні бешкети. У підсумку 1799 року Адамс і Янг вбили Квінтана, який приставав до їхніх дружин і погрожував вбити їхніх дітей, а Маккой потонув сам. У 1800 році Янг помер від астми, але встиг навчити неписьменного Адамса читати і писати.
У 1808 році на острові налічувалося 8 жінок, 1 чоловік (Джон Адамс, він же Алік Сміт), 25 дітей, у тому числі 24 дитини змішаного походження та 1 дівчина — чистокровна таїтянка.
Адамс керував громадою до своєї смерті в 1829 році. Жінки починали народжувати дуже рано, як в шлюбах, так і позашлюбні, і населення острова швидко зростало. У 1823 році до колонії приєдналися Джон Баффет і Джон Еванс, які одружилися з місцевими дівчатами. У 1828 році на острові поселився Джордж Ноббс, який став пастором. У 1831 році Лондон ухвалив рішення переселити піткернців на Таїті, у результаті чого протягом двох місяців 12 осіб померли, а 65 остров'ян повернулися.
У 1832 році на острів прибув пуританин Джошуа Гілл. Він видав себе за представника англійської влади і фактично встановив диктатуру, а також заборонив гнати спиртний напій. У 1838 році обман розкрився, а Гілл був вигнаний з острова, внаслідок чого новим лідером став Ноббс.
У 1838 році острів був офіційно оголошений британською колонією. На ньому було введено демократичне управління шляхом виборів до магістрату. Голосувати могли всі чоловіки й жінки, що народилися на острові або провели на ньому понад 5 років. Таким чином, Піткерн став першою територією у складі Британської імперії, де було введено виборче право для жінок.
У 1856 році все населення острова площею 4,5 км², що потерпало до того часу через перенаселення від високої народжуваності, переселилося на безлюдний острів Норфолк, однак через деякий час частина жителів повернулася. Нині на Норфолку живе набагато більше нащадків моряків «Баунті» (близько 1000 осіб), ніж на Піткерні.
З 1870 року впродовж 37 років островом управляв Джеймс Маккой, який народився на Піткерні, але провів деякий час в Англії. Його переобирали 22 рази поспіль. У 1904 році на острові було запроваджено оподаткування.
У 1914 році, після відкриття Панамського каналу, острів регулярно відвідують кораблі, оскільки Піткерн виявився на прямому шляху від каналу до Нової Зеландії.
Пік чисельності населення — 233 особи — був досягнутий у 1937 році, після чого населення скорочувалося через еміграцію до Нової Зеландії.

## Релігія

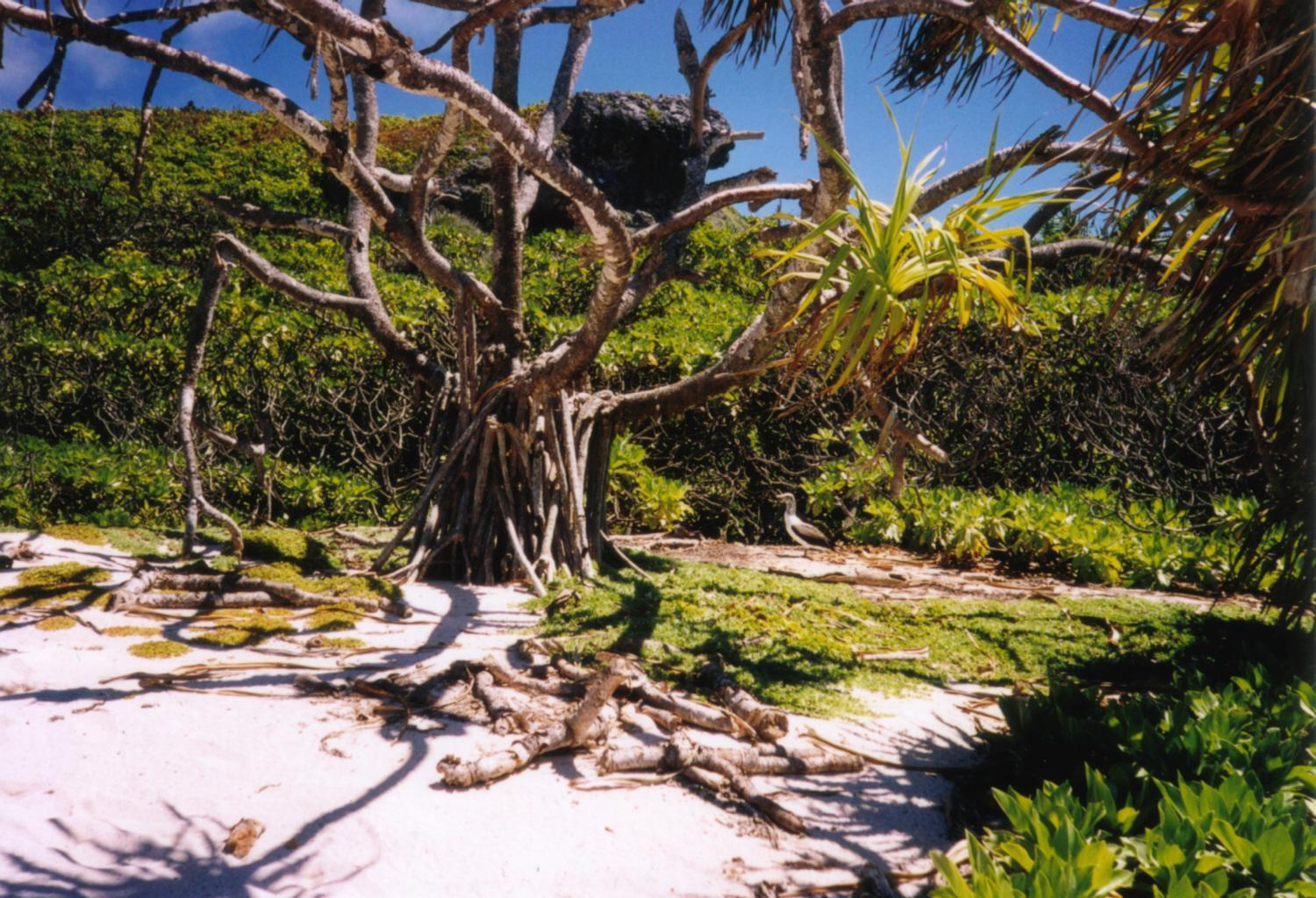
Острів Гендерсон

Практично всі віряни нині належать до церкви Адвентистів сьомого дня, населення острова перейшло з англіканства до адвентизму ще у 1890-х роках.

## Економіка
Родючий ґрунт островів Піткерн дозволяє культивувати різновиди овочів і фруктів, такі як цитрусові, цукрова тростина, дині, банани, ямс та бобові культури. Місцеві жителі цієї крихітної економічної зони активно використовують бартер і обмінюються один з одним дарами моря, продуктами, вирощеними на особистій ділянці або предметами кустарного виробництва. Основна ж стаття доходів — продаж на острові колекційних поштових марок, меду і продукції кустарного виробництва суднам, що проходять повз, курс яких лежить з Великої Британії в Нову Зеландію через Панамський канал. Торгівля ускладнюється тим, що острів має порізаний рельєф і там відсутні порт або злітна смуга, тому всі торговці користуються баркасами для того, щоб доплисти до суден. Іноді, якщо дозволяє погода, острів відвідують туристи з дослідницьких суден, що проходять повз островів. Економічно активне населення становить 35 осіб (станом на 2011 рік). Для всіх мешканців віком від 16 до 65 років обов'язковими є громадські роботи (в основному з утримання доріг). Електрика на острові виробляється газовими та дизельними генераторами.
Валюта — новозеландський долар, що дорівнює 100 центам. Немає жодних організацій, здатних здійснити обмін валюти. Кредитні карти й туристичні чеки також практично неможливо використати. Зважаючи на відсутність ресторанів і кафе, чайові залишаються на розсуд гостя в усіх сферах — від найняття човна або катера, до придбання провізії. З 1988 року карбуються колекційні монети, які фактично не використовуються.

## Галерея

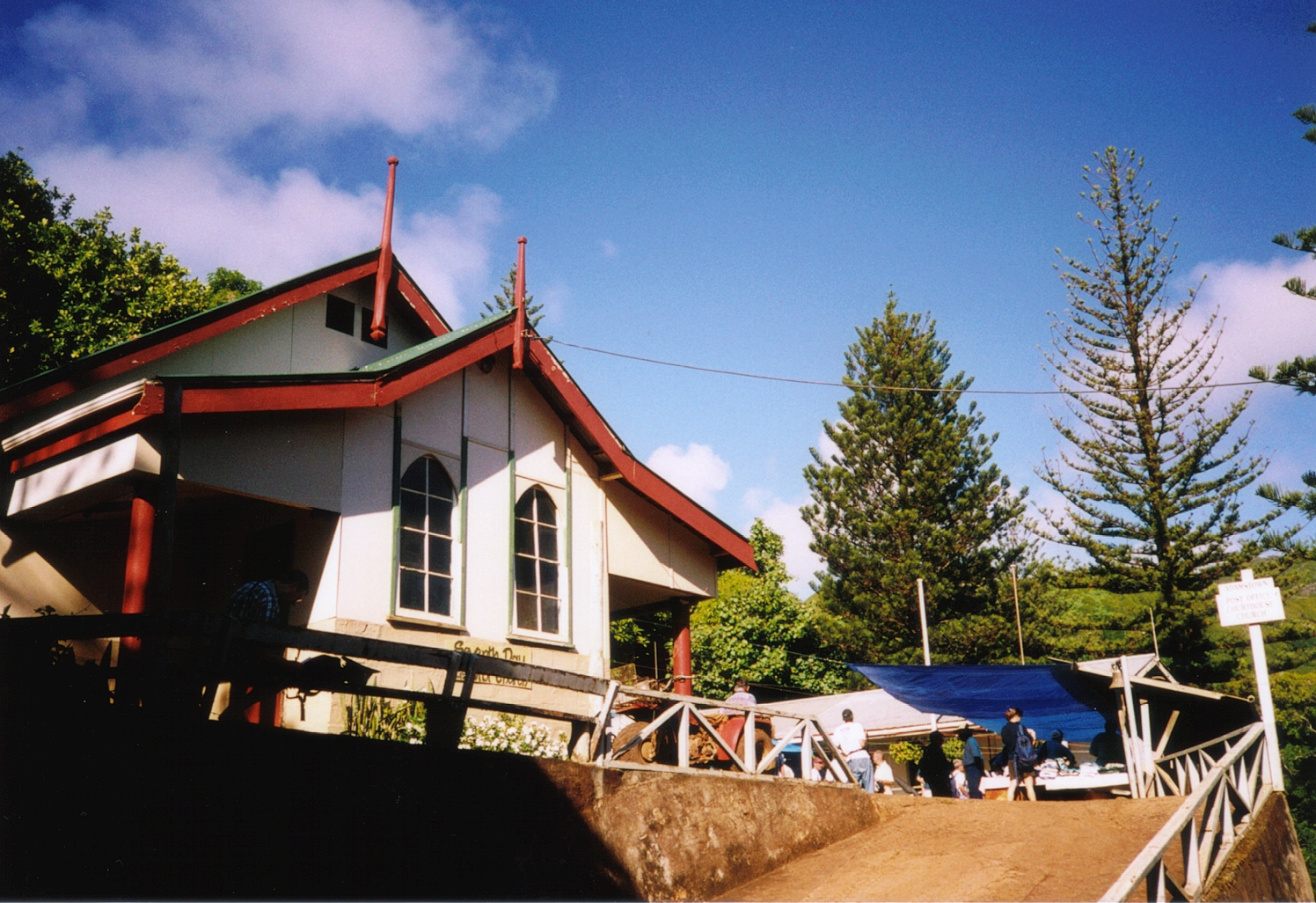
Церква
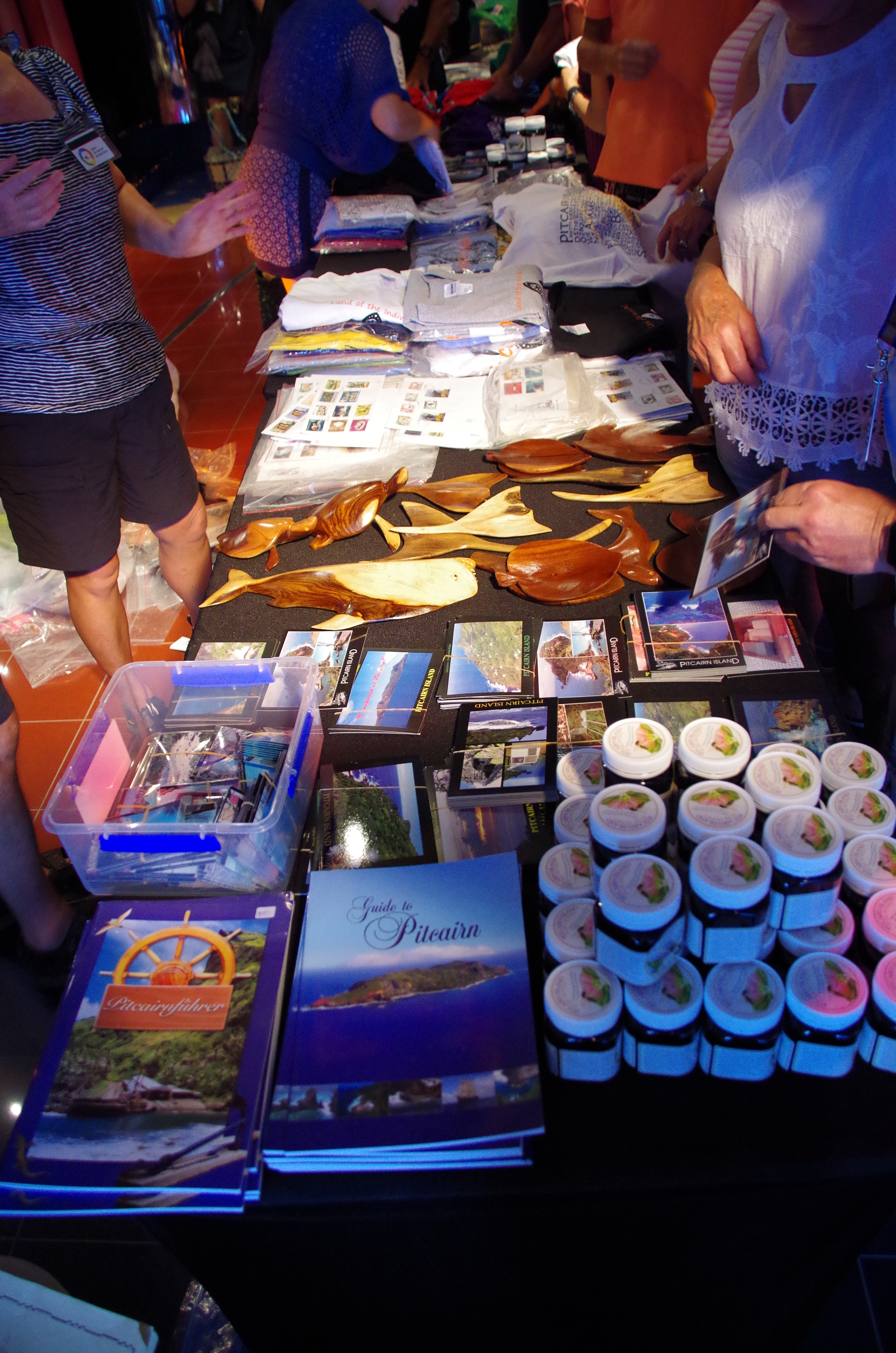
Торгівля на острові
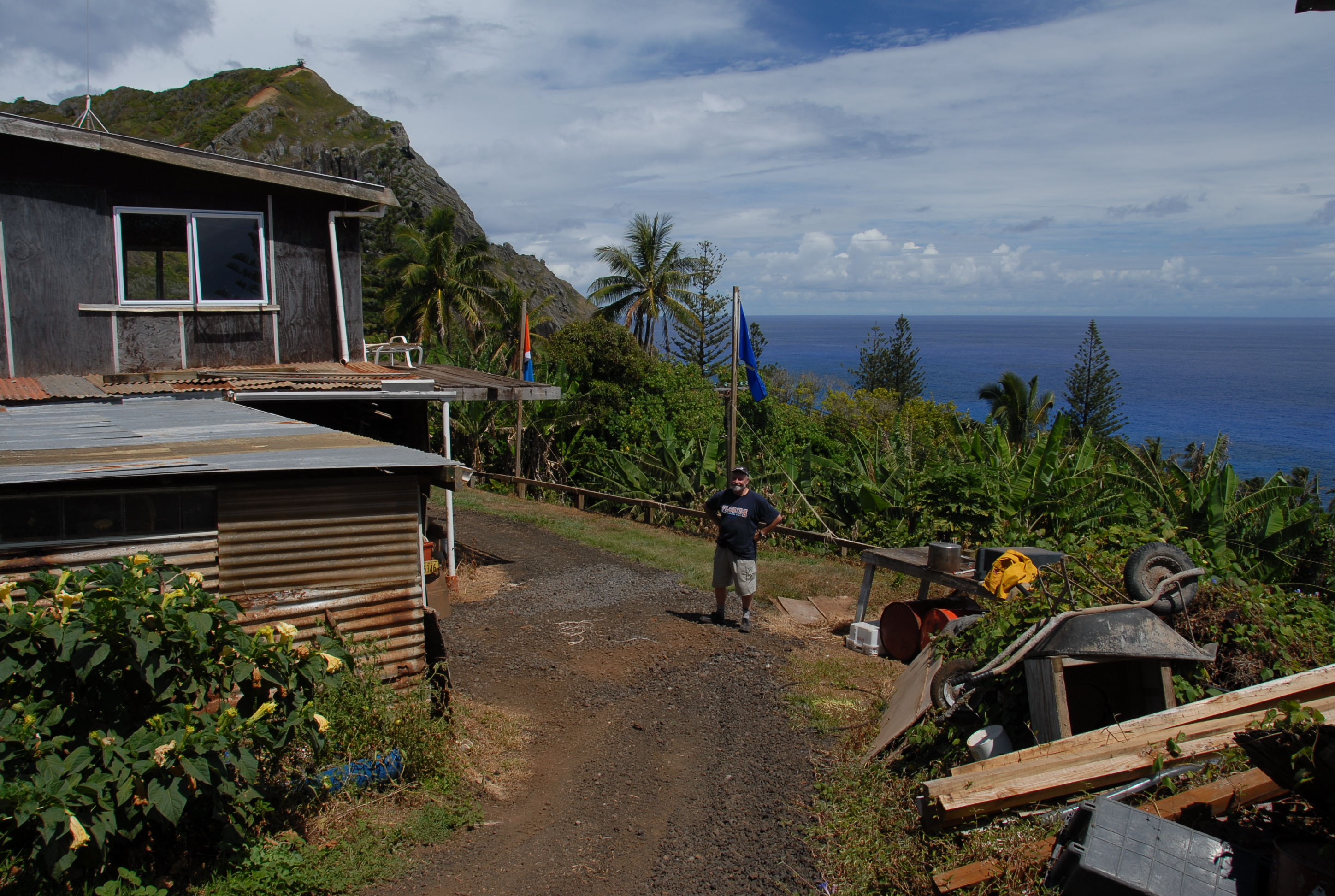
Житло місцевих жителів
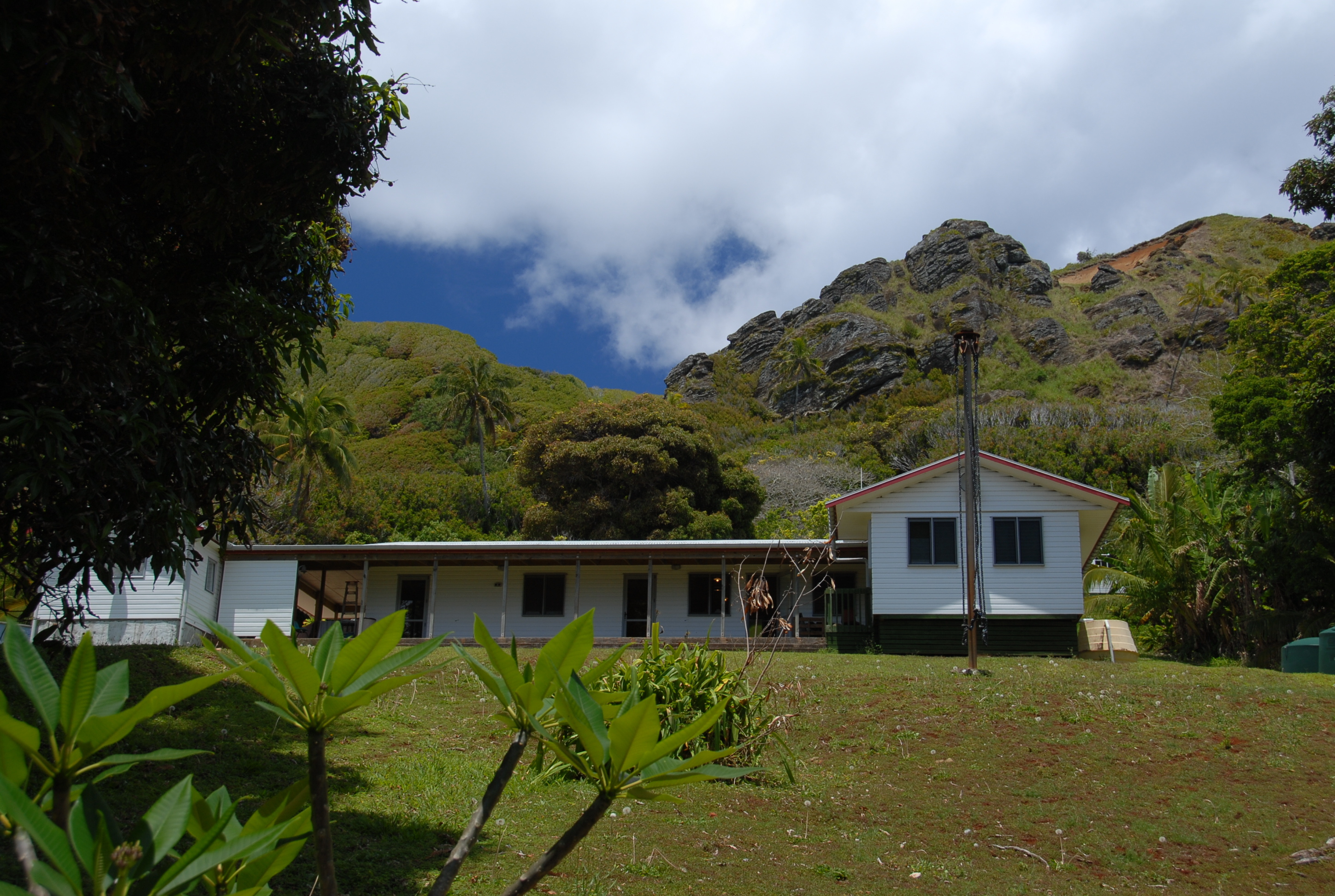
Школа
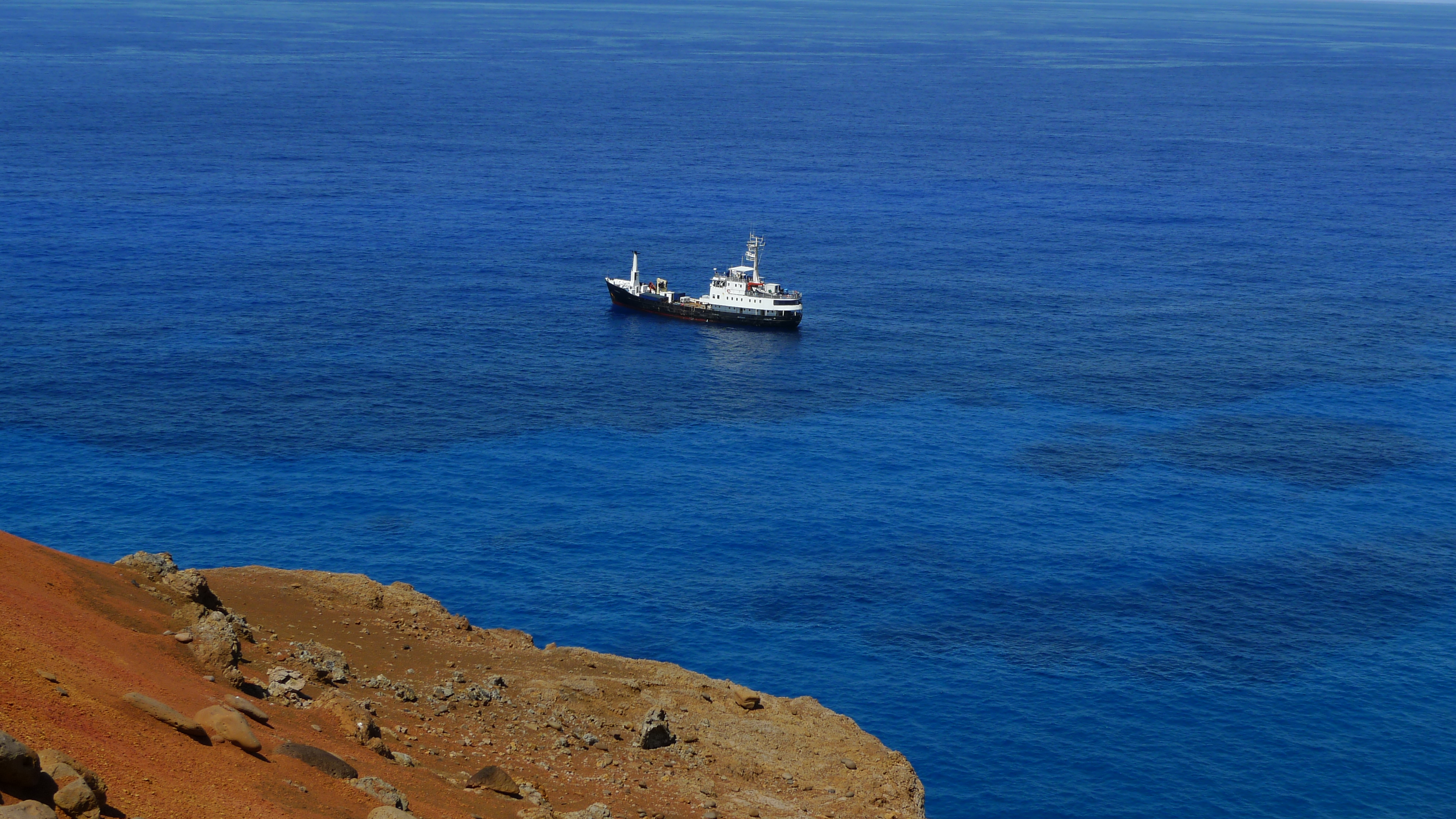
Корабель «Claymore II» біля острова
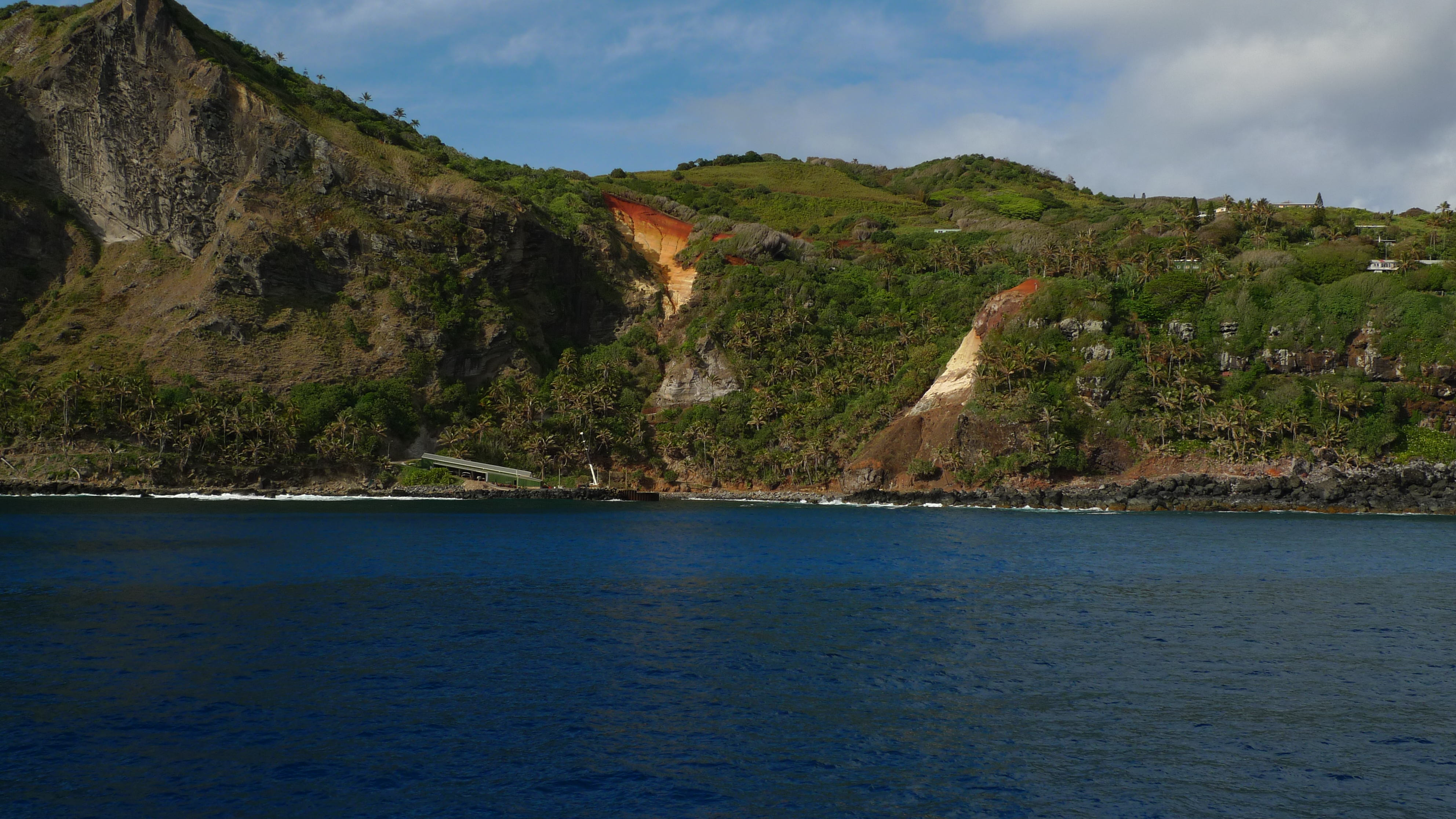
Краєвид з моря на затоку Баунті
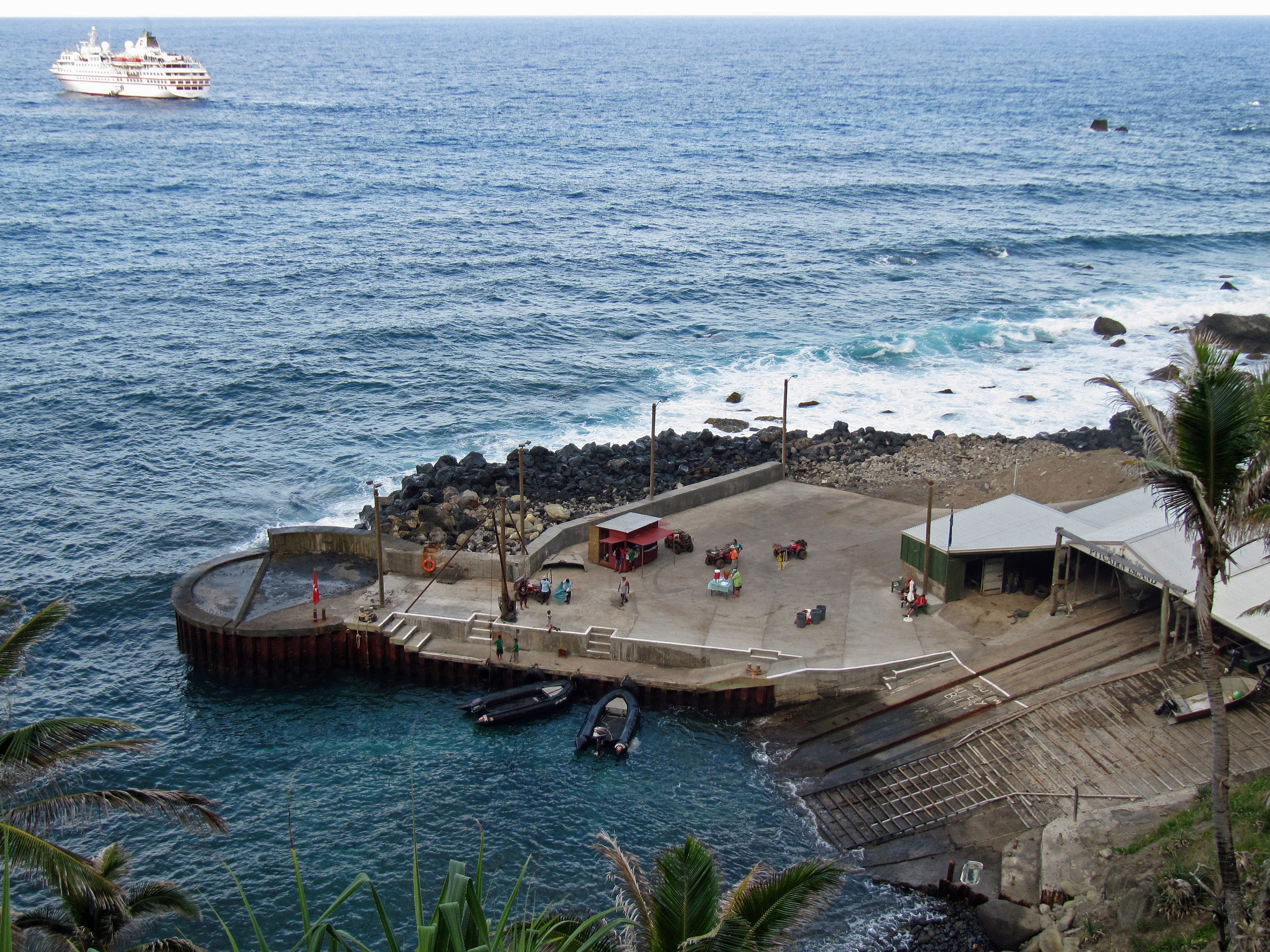
Морський порт Адамстауна
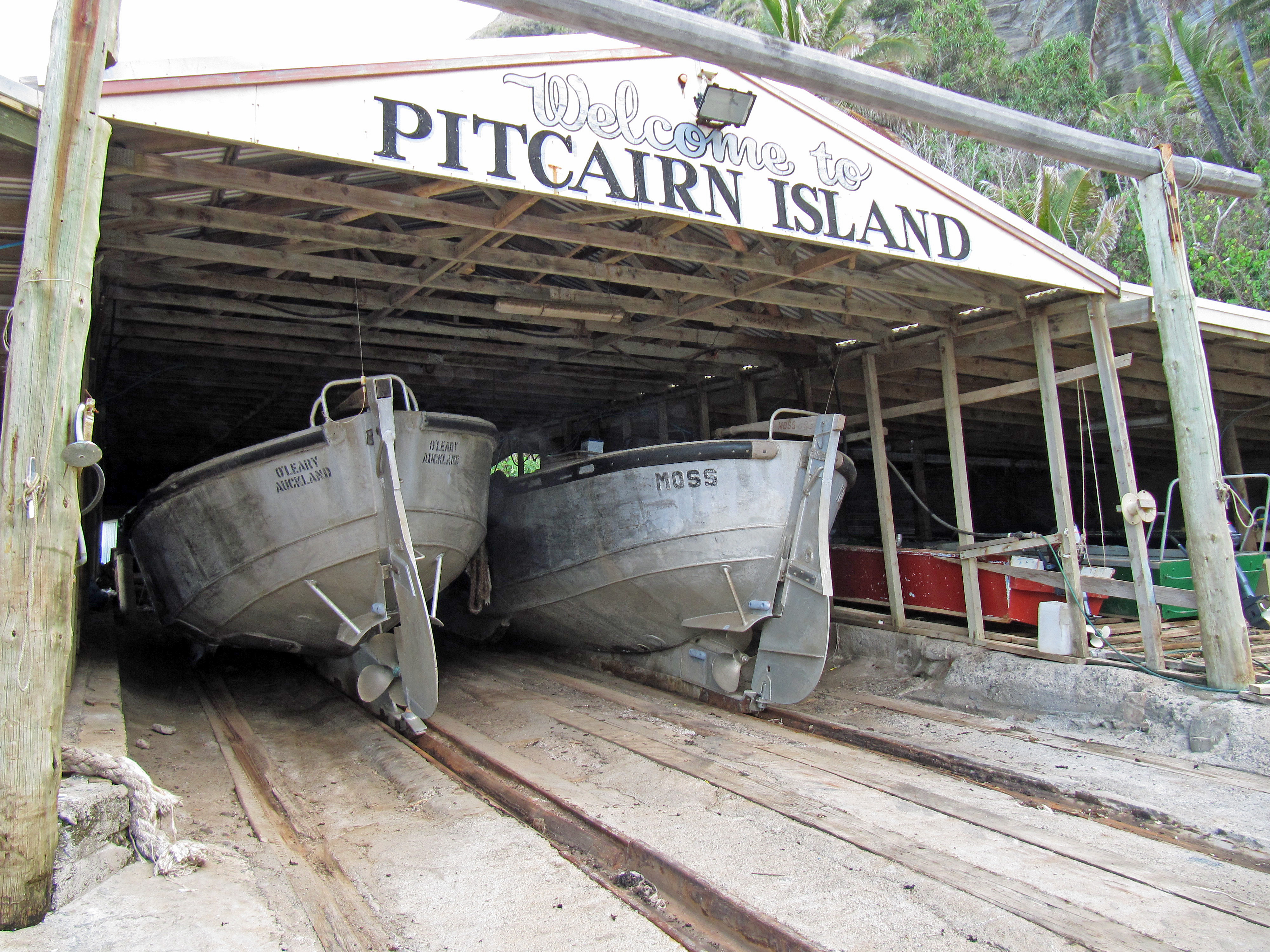
Човниковий док